# 廣政会
三代目廣政会（ひろまさかい）は、東京都文京区に本拠を置く暴力団で、指定暴力団・神戸山口組の3次団体。上部団体は大阪府大阪市西淀川区に本拠を置く英組。構成員は約30人。

## 略歴
広瀬政勝広政一家総長が英組内にて結成した組織。武闘派組織として組織を拡大していき、英組副組長に昇りつめて極道生活を送っていたが、自らの不祥事で長期服役（無期懲役）を余儀なくされて引退、一家も解散した。地盤を引き継ぐ形で一家の最高幹部を務めていた岡本三郎が廣政会を結成して、英組の直参に昇格した。しかし、岡本も自らの不祥事で長期服役（無期懲役）を余儀なくされて引退。廣政会の若頭を務めていた藤田恭右が二代目を継承した。藤田恭右二代目が英組の若頭職に専念する為に植野進也に跡目を譲った。藤田恭右が英組の跡目を取る現実味が帯びてきた。

## 歴代会長
広政一家
- 初代 - 広瀬政勝（戸籍名・広瀬正勝　初代英組副組長）

廣政会
- 初代 - 岡本三郎（初代英組舎弟）
- 二代目 - 藤田恭右（初代英組若頭、二代目英組組長）
- 三代目 - 植野進也（初代英組若中、二代目英組若頭補佐）

## 最高幹部
- 会長 - 植野進也（二代目英組若頭補佐）